# 南泉河 (泉河)
南泉河位于中国山东省汶上县，是泉河的一条左岸支流，今南泉河源自汶上县苑庄镇界牌村，汇周围诸泉水，西南流至南站镇鹅河村汇入南泉河，全长33公里，流域面积231平方公里。两河相后的泉河又称“总泉河”。